# Белнібарбі

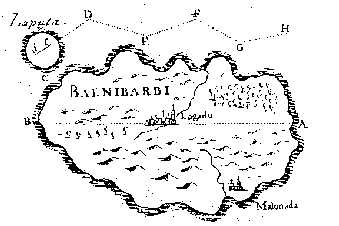
Зображення Бальнібарбі на мапі з III розділу Мандрів Гуллівера видання 1726 року. На мапі також показані летючий острів Лапута, столиця Лагадо та головний порт Мелдонада

Бальнібарбі (в оригінальному авторському написанні — Balnibarbi) — вигаданий Джонатаном Свіфтом континент чи великий острів у Тихому океані, який у ІІІ розділі своїх мандрів відвідав Гуллівер.
Країна керується з острова Лапута. Острів літає завдяки заляганням магнітних мінералів під поверхнею Бальнібарбі. Ці залягання простягаються не більше ніж на 4 милі і 6 ліг за межі країни, що зумовлює здатність острова літати виключно в цих межах.

## Місцезнаходження
У творі Гуллівер вказує координати свого розташування за годину до свого захоплення піратами як 46° північної широти і 183° східної довготи. Після цього він 5 днів дрейфував на Південний Схід і був підібраний мешканцями летючого острова Лапута, які й відвезли його в Бальнібарбі. Загалом місцерозташування Бальнібарбі Гуллівер описує таким чином:
- на Схід від Японії
- на Південь від Алеутських островів
- на Захід від Каліфорнії (практично недосліджений для сучасників Гуллівера регіон Америки)
- на Північ від морських просторів Тихого океану.

На Північному Заході від Бальнібарбі розташований острів Лаггнегг, з яким торгує населення Бальнібарбі.

## Міста в Бальнібарбі
- Лагадо — найбільше місто і наземна столиця головної держави Бальнібарбі («надземна» столиця розташована на летючому острові Лапута)
- Ліндаліно — друге за величиною місто Бальнібарбі. У 1704 році в місті спалахнуло повстання, мешканці зачинили браму, заарештували губернатора, витримали осаду Лапути і вийшли з-під контролю головної держави Бальнібарбі
- Малдонада — головний морський порт Бальнібарбі на відстані 150 миль від Лагадо